# Moret-Loing-et-Orvanne
Moret-Loing-et-Orvanne is een gemeente in het Franse departement Seine-et-Marne (regio Île-de-France). De plaats maakt deel uit van het arrondissement Fontainebleau. Moret-Loing-et-Orvanne is op 1 januari 2017 ontstaan door de fusie van de gemeenten Moret Loing et Orvanne en Veneux-les-Sablons. De gemeente Moret Loing et Orvanne (zonder streepjes) was op 1 januari 2016 ontstaan uit de fusie van de gemeenten Épisy, Montarlot en Orvanne, en heeft dus slechts een jaar bestaan.